# Aert Anthoniszoon
Aert Anthoniszoon (c. 1580 — 1620), frequentemente com o nome abreviado para A. Anthonisz. ou Anthonissen, também conhecido por Aart van Antum, foi um pintor de temas marinhos holandês.